# Pui Blanc (la Guingueta d'Àneu)
El Pui Blanc és una muntanya de 1.424 metres que es troba entre els municipis de la Guingueta d'Àneu i de Llavorsí, a la comarca del Pallars Sobirà.